# Saint-Sulpice-des-Rivoires
Saint-Sulpice-des-Rivoires és un municipi francès situat al departament de la Isèra i a la regió d'Alvèrnia-Roine-Alps. L'any 2007 tenia 398 habitants.

## Demografia

### Població
El 2007 la població de fet de Saint-Sulpice-des-Rivoires era de 398 persones. Hi havia 145 famílies de les quals 30 eren unipersonals (11 homes vivint sols i 19 dones vivint soles), 50 parelles sense fills, 57 parelles amb fills i 8 famílies monoparentals amb fills.
La població ha evolucionat segons el següent gràfic:
Habitants censats

### Habitatges
El 2007 hi havia 190 habitatges, 150 eren l'habitatge principal de la família, 29 eren segones residències i 10 estaven desocupats. 177 eren cases i 12 eren apartaments. Dels 150 habitatges principals, 122 estaven ocupats pels seus propietaris, 22 estaven llogats i ocupats pels llogaters i 6 estaven cedits a títol gratuït; 2 tenien una cambra, 4 en tenien dues, 17 en tenien tres, 33 en tenien quatre i 94 en tenien cinc o més. 132 habitatges disposaven pel capbaix d'una plaça de pàrquing. A 52 habitatges hi havia un automòbil i a 93 n'hi havia dos o més.

### Piràmide de població
La piràmide de població per edats i sexe el 2009 era:
| Homes | Edats   | Dones |
| ----- | ------- | ----- |
| 0     | 95 o +  | 0     |
| 0     | 90 a 94 | 0     |
| 0     | 85 a 89 | 0     |
| 0     | 80 a 84 | 0     |
| 4     | 75 a 79 | 8     |
| 12    | 70 a 74 | 8     |
| 4     | 65 a 69 | 16    |
| 4     | 60 a 64 | 8     |
| 12    | 55 a 59 | 4     |
| 8     | 50 a 54 | 4     |
| 8     | 45 a 49 | 24    |
| 24    | 40 a 44 | 16    |
| 16    | 35 a 39 | 12    |
| 12    | 30 a 34 | 20    |
| 12    | 25 a 29 | 16    |
| 0     | 20 a 24 | 8     |
| 12    | 15 a 19 | 20    |
| 36    | 10 a 14 | 24    |
| 12    | 5 a 9   | 20    |
| 16    | 0 a 4   | 0     |

## Economia
El 2007 la població en edat de treballar era de 261 persones, 201 eren actives i 60 eren inactives. De les 201 persones actives 185 estaven ocupades (102 homes i 83 dones) i 15 estaven aturades (4 homes i 11 dones). De les 60 persones inactives 18 estaven jubilades, 26 estaven estudiant i 16 estaven classificades com a «altres inactius».

### Ingressos
El 2009 a Saint-Sulpice-des-Rivoires hi havia 173 unitats fiscals que integraven 475,5 persones, la mediana anual d'ingressos fiscals per persona era de 18.261 €.

### Activitats econòmiques
Dels 15 establiments que hi havia el 2007, 5 eren d'empreses de construcció, 6 d'empreses de comerç i reparació d'automòbils, 1 d'una empresa immobiliària, 2 d'empreses de serveis i 1 d'una entitat de l'administració pública.
Dels 4 establiments de servei als particulars que hi havia el 2009, 2 eren guixaires pintors, 1 lampisteria i 1 electricista.
L'any 2000 a Saint-Sulpice-des-Rivoires hi havia 20 explotacions agrícoles que ocupaven un total de 780 hectàrees.

## Equipaments sanitaris i escolars
El 2009 hi havia una escola elemental.

## Poblacions més properes
El següent diagrama mostra les poblacions més properes.